# Ігнатпіль-Кар'єр
Ігнатпіль-Кар'єр — вантажна станція Коростенської дирекції Південно-Західної залізниці, кінцева станція лінії (5 км) від станції Ігнатпіль. Розташована біля села Млини Коростенського району Житомирської області.
Станція не централізована і не обладнана пристроями автоблокування.

## Історія
Станція відкрита 1959 року.
Використовується лише як вантажна (вивезення піску з кар'єру).